# Goldbachs formodning
Goldbachs formodning er et af de ældste uløste problemer i matematikken. Formodningen siger:
Ethvert lige tal større end 2 kan skrives som summen af to primtal.
En variant af formodningen blev fremsat i en brevveksling mellem Christian Goldbach og Leonhard Euler. Goldbach fremsatte i sit brev til Euler formodningen, at ethvert ulige tal større end 5 kan skrives som summen af tre primtal. Denne formodning kaldes i dag Goldbachs svage formodning. I sit svar foreslog Euler førstnævnte formodning, som i dag er kendt som Goldbachs formodning eller Goldbachs stærke formodning.
Den stærke formodning implicerer den svage, da alle ulige tal større end fem er summen af et lige tal og primtallet 3.
Et bevis for den svage formodning blev i maj 2013 annonceret af Harald Helffgot